# Cristina Pittin
Cristina Pittin, född 14 oktober 1998 i Tolmezzo, är en italiensk längdskidåkare som tävlar i världscupen. Hon ställde också upp i olympiska vinterspelen 2022 och körde tre discipliner med en trettiotredje plats i 30 kilometer fristil som bästa resultat. Hennes kusin är nordisk kombinationsåkaren Alessandro Pittin.